# Ceraphron eriophorus
Ceraphron eriophorus är en stekelart som beskrevs av Paul Dessart och Cancemi 1989. Ceraphron eriophorus ingår i släktet Ceraphron och familjen pysslingsteklar. Inga underarter finns listade i Catalogue of Life.